# Herning Blue Fox
Pour les articles homonymes, voir Blue Fox.
Le Blue Fox de Herning IK est un club de hockey sur glace de Herning au Danemark.
Il évolue en Metal Ligaen l'élite danoise.

## Historique
Le club est fondé en 1947 sous le nom de Herning IK.
Il est le club de le plus titré du Danemark avec 16 titres de champion national. Le club a également remporté huit fois la coupe du Danemark[réf. nécessaire].

## Palmarès
- Vainqueur de la Metal Ligaen : 1973, 1977, 1987, 1991, 1992, 1994, 1995, 1997, 1998, 2001, 2003, 2005, 2007, 2008, 2011, 2012.

- Vainqueur de la Coupe du Danemark : 1991, 1994, 1996, 1998, 2012, 2014, 2015, 2023, 2025

## KVIK Hockey Arena

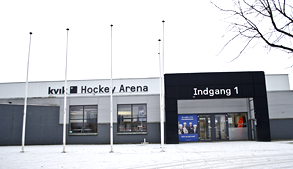
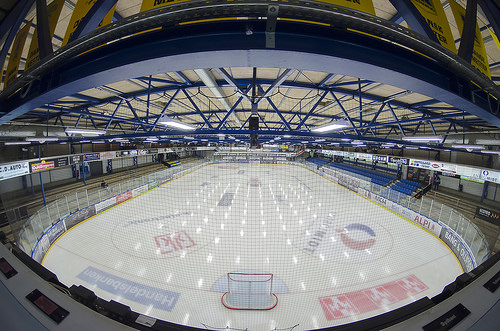

## Joueurs
| No    | Nom                   | Nat. | Position  | Arrivée                          |
| ----- | --------------------- | ---- | --------- | -------------------------------- |
| +030, | Macmillan Carruth     |      | Gardien   | 2022 - Cardiff Devils            |
| +031, | Valdemar Andersen     |      | Gardien   | Formé au club                    |
| +007, | Jacob Böll            |      | Défenseur | 2023 - Frederikshavn White Hawks |
| +027, | Oskars Cibuļskis      |      | Défenseur | 2023 - Rytíři Kladno             |
| +014, | Petter Hansson        |      | Défenseur | 2020 - Gislaveds SK              |
| +005, | Jakob Jessen          |      | Défenseur | Formé au club                    |
| +048, | William Lund          |      | Défenseur | Formé au club                    |
| +016, | Patrick Madsen        |      | Défenseur | Formé au club                    |
| +081, | Christian Mieritz     |      | Défenseur | 2022 - Frederikshavn White Hawks |
| +024, | Kasper Simonsen       |      | Défenseur | Formé au club                    |
| +036, | Santeri Suistio       |      | Défenseur | 2023 - Frederikshavn White Hawks |
| +019, | Martin Brink Eskildse |      | Attaquant | 2023 - Formé au club             |
| +029, | Lukas Bang            |      | Attaquant | Formé au club                    |
| +050, | Mathias Bau Hansen    |      | Attaquant | 2020 - Dornbirner EC             |
| +021, | Cameron Brown         |      | Attaquant | 2023 - Esbjerg Energy            |
| +010, | Frederik Brændgaard   |      | Attaquant | Formé au club                    |
| +017, | Magnus Carlsen        |      | Attaquant | 2023 - Rungsted Seier Capital    |
| +013, | Viktors Čubars        |      | Attaquant | 2023 - Herlev Eagles             |
| +052, | Andris Džeriņš        |      | Attaquant | 2022 - Black Wings Linz          |
| +077, | Mathias From          |      | Attaquant | 2022 - Västerås IK               |
| +038, | Morten Poulsen        |      | Attaquant | 2018 - HC TWK Innsbruck          |
| +091, | Simon Schleicher      |      | Attaquant | Formé au club                    |
| +009, | Brett Thompson        |      | Attaquant | 2023 - Rungsted Seier Capital    |
| +067, | Jesper Thörnberg      |      | Attaquant | 2023 - Odense Bulldogs           |

## Logo
Le club a pour logo un renard bleu.

Évolution du logo
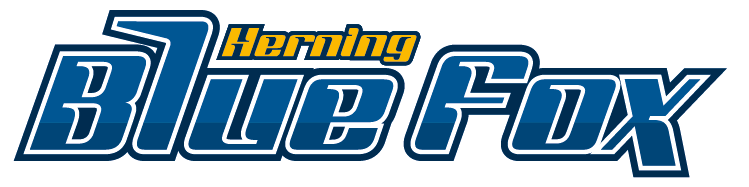